# 190504 Hermanottó
(190504) Hermanottó, denumire internațională (190504) Hermanotto, este un asteroid din centura principală de asteroizi.

## Descriere
190504 Hermanottó este un asteroid din centura principală de asteroizi. A fost descoperit pe 22 aprilie 2000 la Piszkesteto de Krisztián Sárneczky și Gyula M. Szabó. Asteroidul prezintă o orbită caracterizată de o semiaxă mare de 2,36 ua, o excentricitate de 0,13 și o înclinație de 2,6° în raport cu ecliptica.